# Cidinha Campos
Maria Aparecida Campos Straus, mais conhecida como Cidinha Campos (São Paulo, 5 de setembro de 1942), é uma jornalista, radialista, apresentadora de televisão e política brasileira, filiada ao PDT desde 1982. foi deputada estadual do Rio de Janeiro. Casada desde 1973, com Ricardo Straus, com quem tem um filho, Ricardo Campos Straus. Foi casada com o novelista Manoel Carlos com quem tem uma filha chamada Maria Carolina (escritora, roteirista e afilhada de Hebe Camargo e Agnaldo Rayol).

## Biografia
Apresentou junto com Durval de Souza os programas infantiis Grande Gincana Kibon e Programa Pullman Junior, pela TV Record, atual RecordTV. Fez parte do elenco fixo de Família Trapo, programa humorístico de enorme sucesso produzido e exibido pela TV Record de São Paulo no final dos anos 60 e que foi o precursor de atrações como A Grande Família e Sai de Baixo.
Ingressou na política em 1982, quando conhece Leonel Brizola em uma entrevista e passa a militar por sua vitoriosa campanha ao governo do Rio de Janeiro, se filiando ao PDT posteriormente. Em 1990, foi eleita deputada federal pela primeira vez, votando a favor do impeachment de Fernando Collor de Mello em 1992, ano em que foi candidata à prefeitura do Rio de Janeiro, terminando na terceira colocação. Em 1998, se candidatou à uma vaga na ALERJ, sendo eleita para este e outros dois mandatos. Em 2004, foi candidata à vice-prefeita do Rio de Janeiro na chapa do ex-governador Nilo Batista. Foi reeleita deputada estadual em 2010, pelo PDT, com 89.553 votos, sendo assim a décima deputada mais votada para a ALERJ. Entre os deputados do PDT, entretanto, foi a segunda mais votada, pois Wagner Montes obteve quase seis vezes mais votos que Cidinha, sendo assim o mais votado para a ALERJ. José Nader e José Nader Júnior, seus famosos adversários em 2010, não se elegeram. Depois das eleições, Cidinha voltou à TV na Rede Bandeirantes do Rio de Janeiro com o comando do programa Cidinha Livre, das 14 às 15 horas, concorrendo diretamente com seu companheiro de partido e também deputado estadual, Wagner Montes.
No dia 31 de janeiro de 2012, Cidinha anunciou através de seu Twitter oficial o fim do programa. Segundo a deputada, a Bandeirantes alegou que o programa seria muito caro, mesmo sendo a maior audiência da emissora no Rio.
Em fevereiro de 2013, a convite do então governador do estado Sergio Cabral, assumiu a recém-criada Secretaria Estadual de Proteção e Defesa do Consumidor, trabalho semelhante ao que exercia na ALERJ, onde era presidente da comissão de defesa do consumidor.
Nas eleições de 2014, reelegeu-se novamente, com 75.492 votos. Em 2015, a jornalista retornou à Secretaria de Proteção e Defesa do Consumidor no governo de Luiz Fernando Pezão, onde ficou até maio de 2016, retornando à ALERJ. Ainda em 2016, foi candidata a vice-prefeita de Pedro Paulo na eleição municipal do Rio de Janeiro em 2016.
Em 17 de novembro de 2017, votou pela revogação da prisão dos deputados Jorge Picciani, Paulo Melo e Edson Albertassi, denunciados na Operação Cadeia Velha, acusados de integrar esquema criminoso que contava com a participação de agentes públicos dos poderes Executivo e do Legislativo, inclusive do Tribunal de Contas, e de grandes empresários da construção civil e do setor de transporte.
Nas eleições de 2018, não conseguiu se reeleger deputada estadual, recebendo 31.265 votos. Durante a campanha, Cidinha anunciou que estava disputando sua última eleição.
Foi anunciado o seu retorno à Super Rádio Tupi onde irá comandar o programa "Cidinha Livre", cuja estreia foi prevista para 06 de janeiro de 2020.
No ano de 2022, durante a eleição presidencial, mesmo filiada ao PDT, Cidinha declarou voto ao candidato Luiz Inácio Lula da Silva (PT), em detrimento a candidatura pedetista de Ciro Gomes. Em seu programa de rádio, Cidinha declarou que "estou no PDT há 40 anos, mas acima de tudo está o meu país".

## Filmografia

### Televisão
| Ano     | Título                  | Cargo         | Emissora          |
| ------- | ----------------------- | ------------- | ----------------- |
| 1953–69 | Programa Pullman Junior | Apresentadora | Rede Record       |
| 1960–64 | Astros dos Discos       | Apresentadora | Rede Record       |
| 1965    | Ceará contra 007        | Isabel        | Rede Record       |
| 1967    | Hebe                    | Repórter      | Rede Record       |
| 1967–71 | Família Trapo           | Verinha Trapo | Rede Record       |
| 1969–71 | Grande Gincana Kibon    | Apresentadora | Rede Record       |
| 1970–71 | Dia D                   | Apresentadora | Rede Record       |
| 1971–72 | Cidinha 70              | Apresentadora | Rede Tupi         |
| 1973–74 | Fantástico              | Repórter      | Rede Globo        |
| 2001    | Cidinha Livre           | Apresentadora | Rede Bandeirantes |

## Rádio
| Emissora                                  | Ano                                  |
| ----------------------------------------- | ------------------------------------ |
| Rádio Tupi (São Paulo)                    | 1949-1955                            |
| Rádio Jovem Pan (São Paulo)               | 1965-1966                            |
| Rede Bandeirantes (Rio de Janeiro)        | 1993 e 2010-2012                     |
| Super Rádio Tupi (Rio de Janeiro)         | 1978-1991/1997-1999 e 2020-presente. |
| Rádio Manchete (Rio de Janeiro)           | 1991-1997 e 2002                     |
| Rádio Haroldo de Andrade (Rio de Janeiro) | 2005-2007                            |

## Mandatos
- Deputada federal: 1991 a 1999;
- Deputada estadual: 1999 a 2019.

## Processos judiciais
Entre os processos na Justiça impetrados por Cidinha Campos, destacam-se processos contra o blogueiro Ricardo Gama e também contra o youtuber Dâniel Fraga (nesse último caso a deputada Cidinha Campos publicou um tweet com os dados da mãe de Dâniel Fraga e o CPF do youtuber).